# Adonisea marginatus
Adonisea marginatus là một loài bướm đêm trong họ Noctuidae.